# 木下利徳
木下 利徳（きのした としのり）は、江戸時代後期の大名。備中国足守藩10代藩主。官位は従五位下・肥後守。足守藩木下家11代。

## 略歴
伊勢国津藩主・藤堂高嶷の七男として誕生。幼名は東五郎。
文化2年（1805年）7月29日、先代藩主・木下利徽の養嗣子となる。同年閏8月16日、11代将軍徳川家斉に拝謁する。同年9月5日、利徽の隠居により家督を継いだ。同年12月16日、従五位下・肥後守に叙任した。
文政4年（1821年）8月21日に33歳で死去し、跡を利徽の実子で順養子にした利愛が継いだ。法号は隆徳院で清閑元浄大居士。墓所は東京都港区高輪の泉岳寺。

## 系譜
- 父：藤堂高嶷（1746-1806）
- 母：不詳
- 養父：木下利徽（1787-1851）
- 正室：木下利忠の娘
- 養子
  - 男子：木下利愛（1804-1859） - 木下利徽の次男